# ぷぺんぱぷ
ぷぺんぱぷは、日本のライトノベル作家である。

## 来歴
小説投稿サイト「小説家になろう」で多種多様な作品に触れていくうちに、自分も作品を執筆したいと考えて執筆を始めた。影響を受けた作品として暁なつめの『この素晴らしい世界に祝福を!』や、友橋かめつの『異世界保育園を開きました』を挙げている。 第5回オーバーラップWEB小説大賞では「そのエルフは世界樹に呪われています。ご飯をあげると離れません。ついでに土下座はプロ級です」が銀賞を獲得している。後に受賞作を『そのエルフさんは世界樹に呪われています。1「ご飯を食べに来ましたえうっ!」』に改題して発表している。オーバーラップラボのインタビューでは、作家飯としてきな粉を紹介し、自身のタンパク源だと称している。

## 作品一覧
- 『そのエルフさんは世界樹に呪われています。1「ご飯を食べに来ましたえうっ!」』（2019年7月25日、イラスト: いわさきたかし、オーバーラップ文庫〈オーバーラップ〉、ISBN 978-4-86554-518-0）[4]